# Forza Italia (brano musicale)
Forza Italia è l'inno dell'omonimo partito, composto da Renato Serio nel 1993 e arrangiato dal maestro Augusto Martelli. L'inno fu commissionato da Silvio Berlusconi (che è anche l'autore del testo nel settembre del 1993), e fu introdotto sin dalla fondazione del partito. È stato suonato in tutte le manifestazioni ufficiali del partito sino alle elezioni politiche del 2008 quando Forza Italia si è sciolta entrando a far parte del Popolo della Libertà; torna a essere inno ufficiale dal rilancio di Forza Italia (2013) in poi.

## Struttura musicale
La versione integrale dura circa 2:57 minuti. Il brano inizia con una parte strumentale suonata al pianoforte e ha un ritornello ripetuto due volte (1:10 e 2:10), ma con testi diversi.  La struttura melodica della canzone è semplice e di facile memorizzazione, nello stile dei jingle pubblicitari, infatti inizialmente a Serio fu chiesto un jingle, ma il compositore presentò anche un secondo spartito per orchestra e Berlusconi scelse quest'ultimo. A rafforzare il legame dell'inno con le melodie televisive piuttosto che con i tradizionali inni di partito vi è anche la modalità di esecuzione: l'inno non viene mai eseguito dal vivo ma viene suonato registrato con il testo che scorre sugli schermi come per il karaoke. Sin dalla sua prima esecuzione è stata notata una somiglianza dell'inno alla sezione centrale (Trio) della Pomp and Circumstance March n. 1, la prima di cinque marce di Sir Edward Elgar.

## Impatto culturale
La scelta di un inno come slogan elettorale fu una delle tante novità che accompagnarono l'ingresso di Berlusconi nella scena politica italiana. Secondo il poeta Edoardo Sanguineti «questi jingle possiedono la seduzione infantile della pubblicità e con la loro persuasione occulta agiscono nell'inconscio delle anime semplici restando inchiodati alla memoria», e anche se non si può fare una reale valutazione dell'impatto sull'elettorato esistono varie ricerche demoscopiche che ritengono l'inno abbia contribuito al successo di Forza Italia.
In risposta, durante la successiva campagna elettorale, L'Ulivo utilizzò come proprio inno il brano La canzone popolare del cantautore genovese Ivano Fossati.
Nel 1999 è stato creato un secondo inno da suonare nelle manifestazioni ufficiali di Forza Italia Giovani. Il brano, dal titolo "Azzurra Libertà" è stato composto sempre dalla coppia Serio-Berlusconi ma non ha avuto lo stesso impatto del precedente.

## Parodie
Dato il successo l'inno è stato spesso soggetto a parodie da parte dei comici italiani. Da Antonio Albanese (a Mai dire Gol con il suo personaggio Frengo e stop) a Corrado Guzzanti (jingle delle gocce "Sforza Italia" a Tunnel) passando da Fiorello che durante una puntata di Viva Radio 2 fece leggere il testo dell'inno a un ignaro Fausto Bertinotti spacciandolo per una poesia patriottica.